# Олбани (округ, Нью-Йорк)
О́круг О́лбани (англ. Albany County) — округ штата Нью-Йорк, США. Население округа на 2000 год составляло 294 571 человек.
Административный центр округа — город Олбани.

## История
Округ Олбани назван в честь Якова II (1633—1701), который являлся герцогом Йоркским (английский титул) и герцогом Олбани (шотландский титул) перед тем, как стать королём Англии, Ирландии и Шотландии. Источник образования округа Олбани: один из 12 первоначальных округов, сформированных в Нью-Йоркской колонии.

## География
Округ занимает площадь 1380 км2.

## Демография
Согласно переписи населения 2000 года, в округе Олбани проживало 294 571 человек. По оценке Бюро переписи населения США, к 2009 году население увеличилось на 1,3 %, до 298 284 человек. Плотность населения составляла 216.1 человек на квадратный километр.

## Знаменитые личности
В Джерманстауне, в графстве (округе) Олбани с 1940 по 1984 год жила и трудилась известный религиозный деятель Мария Ангелина Тереза, Мак-Крори (в миру Бригитта Тереза Мак-Крори), монахиня римско-католической церкви, основательница Конгрегации Сестер Кармелиток для Пожилых и Больных (CSAI). Умерла и похоронена здесь же.